# Windows XP
Windows XP és una línia de sistemes operatius produïts per Microsoft per l'ús en ordinadors personals, ordinadors que inclouen prestacions des de la llar i de negoci d'escriptori, ordinadors portàtils, mitjans de comunicació i centres multimédia. El nom "XP" és l'abreviatura de "experiència". Windows XP és el successor de Windows 2000 Professional i Windows Me, i és la primera versió orientada cap al consumidor del sistema operatiu fabricat per Microsoft per a ser construït amb el nucli i arquitectura de Windows NT. Windows XP va ser alliberat el 25 d'octubre de 2001, amb més de 400 milions de còpies en ús el gener de 2006, d'acord amb una estimació feta per un analista d'IDC. Va ser succeït per Windows Vista, que va ser allibertat el 8 de novembre de 2006, i en tot el món per al públic en general el 30 de gener de 2007. Les vendes directes i OEM de Windows XP van aturar-se el 30 de juny de 2008. Microsoft va continuar venent XP a través del seu canal de sistemes (OEM petites que es venen amb ordinadors encastats) fins al 31 de gener de 2009. XP es pot continuar existint des de fonts disponibles a través del seu inventari, o per la compra de Windows Vista Ultimate o Business i desqualificació a Windows XP.
Windows XP és conegut per la seva estabilitat i la millora de l'eficiència en els versions 9x de Microsoft Windows. En ell es presenta un significatiu redisseny de la interfície gràfica d'usuari, un canvi que Microsoft ha promogut el com més fàcil d'utilitzar des de les versions anteriors de Windows. Una nova gestió de programari anomenada ensamblatge cara a cara, per evitar l'"infern DLL" que plagava versions anteriors de Windows 9x. És també la primera versió de Windows que utilitza l'activació de producte per lluitar contra les còpies il·legals, una restricció que no va caure bé a alguns usuaris i defensors de la privacitat. Windows XP també ha estat criticat per alguns usuaris per les vulnerabilitats de seguretat, l'estreta integració d'aplicacions com Internet Explorer 6 i Windows Media Player, i pels aspectes de la seva interfície d'usuari per defecte. Les versions més recents amb el Service Pack 2, Service Pack 3 i Internet Explorer 7 van referir-se a algunes d'aquestes preocupacions.
El març del 2013 un 38,73% dels ordinadors funcionava amb aquest sistema operatiu, mentre que el març de 2014 ho feia el 27,69%, sent el segon més popular del món per sota de Windows 7 (48,77%), segons dades de l'empresa d'anàlisi de l'ús de la tecnologia a internet Net Applications. El 8 d'abril de 2014 Microsoft deixà d'oferir assistència i actualitzacions de Windows XP.

## Desenvolupament
El desenvolupament de Windows XP parteix des de la forma de Windows Neptune i Windows Odyssey. Windows XP va ser desenvolupat des de desembre de 2000 fins a agost de 2001. Windows XP va ser llançat el 25 d'octubre de 2001.
Durant la dècada de 1990, Microsoft produïa dues línies separades de sistemes operatius. Una línia estava dirigida als ordinadors domèstics basada en un nucli MS-DOS i representada per Windows 95, Windows 98 i Windows Me, mentre que l'altra, basada en un nucli "NT" i representada per Windows NT i Windows 2000, estava pensada per al mercat corporatiu i empresarial i incloïa versions especials per a servidors. Windows XP va implicar la fusió d'ambdues línies en un sistema operatiu únic basat enterament en l'arquitectura NT i comptant amb la funcionalitat i la compatibilitat de la línia domèstica; amb ell, es va eliminar definitivament el llast de seguretat i estabilitat que involucrava portar el codi del ja obsolet MS-DOS juntament amb el sistema operatiu.

## Característiques
Windows XP va introduir noves característiques:
- Ambient gràfic més agradable que el dels seus predecessors.
- Seqüències més ràpides dinici i hibernació.
- Capacitat del sistema operatiu de desconnectar un dispositiu extern, instal·lar noves aplicacions i controladors sense necessitat de reiniciar el sistema.
- Una nova interfície dús més fàcil, incloent eines per al desenvolupament de temes descriptori.
- Ús de diversos comptes, cosa que permet que un usuari guardi l'estat actual i aplicacions oberts al vostre escriptori i permeti que un altre usuari obri una sessió sense perdre aquesta informació.
- ClearType, dissenyat per millorar llegibilitat del text encès en pantalles de cristall líquid (LCD) i monitors similars CRT de Pantalla Plana.
- Escriptori Remot, que permet als usuaris obrir una sessió amb un ordinador que funciona amb Windows XP a través d'una xarxa o Internet, tenint accés als seus usuaris, fitxers, impressores, i dispositius.
- Suport per a la majoria de mòdems ADSL i wireless, així com l'establiment d'una xarxa FireWire.

## Windows XP en català
El Windows XP està disponible en català des del 4 d'octubre del 2005, mitjançant la tecnologia LIP (Language Interface Pack - Paquet d'interfície d'idioma) que proporciona una traducció parcial del sistema. L'aplicació del paquet està limitada a la versió amb espanyol de Windows XP SP2.

## Requeriments del sistema
Els requeriments del sistema per a les versions Windows XP Home i Professional són els següents:
|                          | Mínim                                                                             | Recomanat                                                                         |
| ------------------------ | --------------------------------------------------------------------------------- | --------------------------------------------------------------------------------- |
| Processador              | 233 MHz1                                                                          | 300 MHz o superior                                                                |
| Memòria                  | 64 MB RAM2                                                                        | 128 MB RAM o superior                                                             |
| Tarja de video i monitor | Super VGA (800 x 600) o superior                                                  | Super VGA (800 x 600) o superior                                                  |
| Espai llire al disc dur  | 1.5 GB o superior (addicionalment 1.8 GB amb SP2 i addicionalment 900 MB amb SP3) | 1.5 GB o superior (addicionalment 1.8 GB amb SP2 i addicionalment 900 MB amb SP3) |
| Unitats                  | CD-ROM o DVD                                                                      | CD-ROM o DVD                                                                      |
| Dispositius d'entrada    | Teclat d'ordinador. Ratolí                                                        | Teclat d'ordinador. Ratolí                                                        |
| So                       | Targeta de so. Altaveus o auriculars                                              | Targeta de so. Altaveus o auriculars                                              |

## Service packs
Microsoft ocasionalment allibera un Service Pack per al seu sistema operatiu Windows per a solucionar problemes i afegir noves funcionalitats. Cada Service Pack engloba tots els anteriors Service Packs i tots els nous pedaços, de manera que només cal instal·lar la versió més recent del Service Pack, a més inclou noves revisions. No s'han d'eliminar els Service Packs anteriors abans de d'instal·lar el més recent.
A continuació es detallen els Service Packs per a les edicions de 32 bits. Windows XP Professional x64 Edition es basa en Windows Server 2003 Service Pack 1 i va afirmar ser "SP1" a propietats del sistema de la versió inicial. S'actualitza pel mateix Service Pack i revisions de l'edició de 64 bits de Windows Server 2003.

### Service Pack 1
Service Pack 1 (SP1) per a Windows XP va ser llançat el 9 de setembre de 2002. És posterior a RTM conté pedaços de seguretat i pedaços de refinament, actualitzacions de compatibilitat, suport opcional per a NET Framework, accés a tecnologies de nous dispositius com Tablet PC, i una nova versió de Windows Messenger 4.7. El més notable de les noves característiques és el suport USB 2.0, i la utilitat de configuració d'accés i programes predeterminats destinada a ocultar diversos productes middleware. Els usuaris poden controlar l'aplicació per defecte per a activitats com la navegació web i missatgeria instantània, així com l'accés a amagar alguns dels programes de Microsoft preinstal·lats. Aquesta utilitat es va formular per primera vegada a l'antic sistema operatiu Windows 2000 amb Service Pack 3. Aquest Service Pack dona suport a unitats de disc dur SATA superiors a 137GB (amb LBA de 48 bits) per defecte. La Màquina Virtual Java de Microsoft, que no estava en la versió RTM, va aparèixer en aquest Service Pack. El suport per a IPv6 es va introduir també en aquest Service Pack.
El 3 de febrer de 2003, Microsoft va llançar el Service Pack 1a (SP1a). Aquesta versió de Microsoft elimina la màquina virtual Java, com a resultat d'una demanda amb Sun Microsystems.

### Service Pack 2
Service Pack 2 (SP2) (anomenat Springboard "Trampolí") va ser llançat el 6 d'agost de 2004, després de diversos retards, amb un èmfasi en la seguretat. A diferència dels anteriors Service Packs, el SP2 afegeix noves funcionalitats a Windows XP, inclou un tallafocs millorat, la millora de suport Wi-Fi, com ara la compatibilitat de xifrat WPA, amb un assistent de configuració, un bloquejador de finestres emergents per a Internet Explorer 6, i suport per a Bluetooth. La nova pantalla de benvinguda durant l'arrencada del nucli elimina els subtítols "Professional", "Home Edition" i "Embedded", ja que Microsoft va presentar les noves edicions de Windows XP abans del llançament de SP2. La barra verda de càrrega en Home Edition i la groga en Embedded van ser substituïdes per la barra blava, vist en el quadre orgànic i altres versions de Windows XP, el que fa que la pantalla d'arrencada dels sistemes operatius s'assemblin uns amb els altres. Colors en altres àrees, com el Tauler de control i l'eina d'ajuda i de suport tècnic, continua sent com abans.
El Service Pack 2 també afegeix noves millores de seguretat, inclouen una revisió del tallafocs s'anomena Firewall de Windows i està habilitat per defecte, Prevenció d'execució de dades, que pot ser emulada feblement, els guanys en el suport de maquinari NX bits que pot aturar alguns intents d'atacs per desbordament de memòria intermèdia. Es treu suport Raw socket (que suposadament limita el dany causat per les màquines zombis). A més, en matèria de seguretat es van fer millores als programes de gestió del correu electrònic i de navegació web. Windows XP Service Pack 2 inclou el Centre de seguretat de Windows, que ofereix un panorama general de la seguretat del sistema, incloent l'estat del programari antivirus, Windows Update, i el nou Firewall de Windows. Antivirus i tallafocs de tercers, aplicacions amb interfície al nou Centre de seguretat.

### Service Pack 2c
El 10 d'agost de 2007, Microsoft va anunciar una actualització menor per al Service Pack 2, anomenada Service Pack 2c (SP2c). L'actualització corregeix el problema de la disminució del nombre de claus de producte per a Windows XP. Aquesta actualització només serà accessible als constructors dels seus distribuïdors a Windows XP Professional i Windows XP Professional N sistemes operatius. SP2c va ser alliberat al setembre de 2007.

### Service Pack 3
Windows XP Service Pack 3 (SP3) es va publicar per a la indústria el 21 d'abril de 2008 i al públic en general per mitjà del Centre de baixada de Microsoft Windows Update el 6 de maig de 2008.
Es va ficar a l'actualització automàtica per als usuaris el 10 de juliol de 2008. Un conjunt de característiques de visió general que es detalla com a noves característiques disponibles per separat, com a part independent de les actualitzacions de Windows XP, així com característiques importades de Windows Vista, ha estat publicada per Microsoft. Un total de 1.174 correccions han estat incloses en el Service Pack 3. El Service Pack 3 es pot instal·lar en sistemes amb Internet Explorer versió 6 o 7, i Windows Media Player 9 i versions anteriors. Internet Explorer 7 no s'inclou com a part del Service Pack 3.

## Edicions

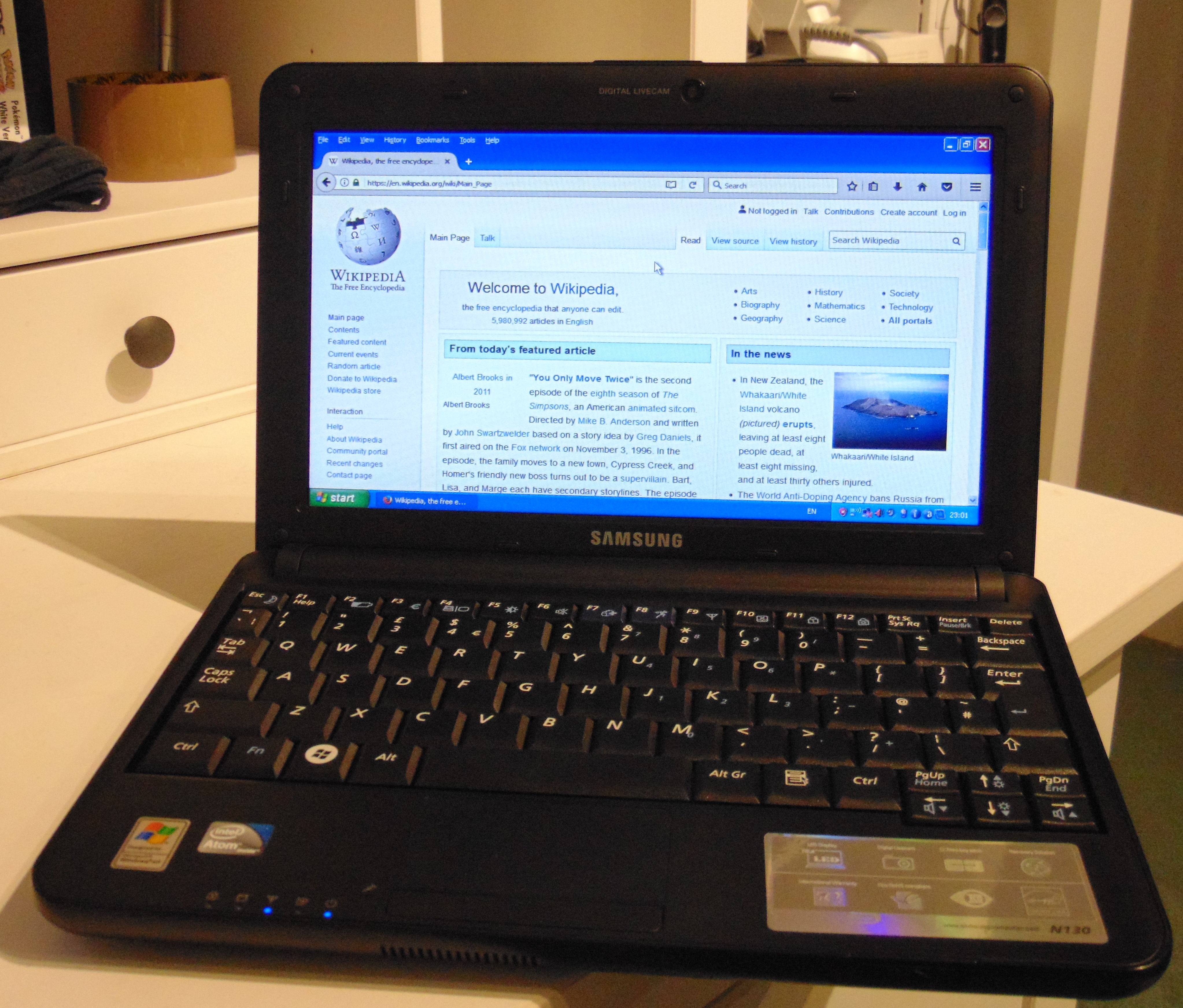
Un exemple d'un netbook amb Windows XP i que mostra la pàgina principal de la Viquipèdia.

La més comuna de les edicions del sistema operatiu és Windows XP Home Edition, que està adreçada a usuaris domèstics. Windows XP Professional, ofereix funcions addicionals com el suport per a dominis de Windows Server i dos processadors físics, i està dirigit a usuaris, empreses i empreses clients. Windows XP Media Center Edition té funcions multimèdia addicionals que milloren la capacitat per a gravar i veure programes de televisió, veure pel·lícules en DVD i sentir música. Windows XP Tablet PC Edition està dissenyat per executar aplicacions amb llapis, està construït per a utilitzar la plataforma Tablet PC. Windows XP va ser posat en llibertat en dues arquitectures, Windows XP 64-bit Editioon per IA-64 (Itanium) processadors i Windows XP Professional x64 Edition per x86-64. Hi ha també Windows XP Embedded, un component de la versió Windows XP Professional, i edicions per a mercats específics, com ara Windows XP Starter Edition.

### 64 bits
Windows XP 64 és una versió derivada del Server 2003. La interacció és molt similar al XP. Només es pot instal·lar en arquitectures de processadors de 64 bits. El fet de treballar amb 64 bits, vol dir que permet adreçar 16 terabytes de memòria virtual en lloc del límit de 4 gigabytes per als sistemes 32 bits. Permet a través d'una astúcia del programari anomanada WoW (acrònim de Windows over Windows) fer córrer els programes de 32 bits sense pèrdua de rendiment.
Microsoft, conjuntament amb AMD, va desenvolupar una extensió al conjunt d'instruccions x86 afegint-hi 1 bit de seguretat a l'adreçament de la memòria, anomenat NX (acrònim de No eXecute), que es diu arquitectura AMD64, aquesta comporta una quantitat de registres interns molt més elevada. Per aprofitar aquestes característiques, s'han d'escriure tots els programes d'una manera diferent i llavors és quan es pot parlar de potència de càlcul superior.